# 플레멘 반응

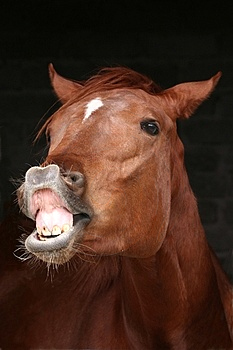
말의 플레멘 반응

플레멘 반응(Flehmen response, 독일어로 윗니를 드러내는 것을 의미하는 flehmen과 고지 색슨어 독일어로 악의를 품은 표정을 의미하는 flemmen에서 유래)은 동물이 윗입술을 뒤로 말아 앞니를 드러내고, 보통 콧구멍을 막은 채 숨을 들이마신 다음, 이 자세를 몇 초 동안 유지하는 행동이다. 동물이 특히 관심을 갖는 광경이나 물질 위에서 플레멘 반응을 보이거나, 목을 쭉 뻗고 머리를 높이 든 채 플레멘 반응을 보이기도 한다.
플레멘 반응은 유제류와 고양이과 동물을 포함한 다양한 포유류가 보인다. 이 행동은 페로몬과 기타 냄새를 동물의 앞니 바로 뒤쪽으로 나오는 관을 통해 입천장 위에 위치한 서골비기관(VNO, 야콥슨 기관)으로 전달하는 데 도움이 된다.